# Nodale
Une courbe plane nodale est une courbe ayant un point double à tangentes distinctes, c'est-à-dire qu'elle se croise elle-même en un point. Les droites et les cercles n'ont pas de point double, ni d'ailleurs les coniques.
Un exemple célèbre est la lemniscate de Bernoulli.